# 齊藤ジョニー
齊藤 ジョニー（さいとう ジョニー、1987年10月27日 - ）は、日本のシンガーソングライター。Goose houseのメンバー。新潟県上越市西本町出身。血液型はO型。

## 略歴
1987年10月27日、新潟県上越市に生まれる。
2002年に父親の影響でギターを始める。「テストで10番以内に入ったらギターを買ってもらう」と親と約束し、その次の期末テストで10位になり、最初のエレクトリック・ギターを手に入れる。
2006年、仙台にある東北大学に入学し、ブルーグラス同好会に参加。また軽音楽部に入部し、ライブ活動を開始。
2009年、箱根サンセットクリークブルーグラスフェスティバルに出演し、ブルーグラス人気バンド投票1位に選ばれる。その後、組んでいたバンドが解散。これをきっかけとしてソロ活動を開始。
2010年3月、NHK仙台放送主催の東北地方バンドコンテスト「伊達者音楽闘技場」で優勝し、4月に上京。6月10日より始動したソニー「ウォークマン」の「Play You.」キャンペーンの一環であるプロジェクト「PlayYou.House」に参加。翌年、同プロジェクトでの活動を引き継ぐかたちでGoose houseを結成。
2011年2月に開催されたテイラー・スウィフトの「ASIA TOUR 2011」でテイラー・スウィフト自身の選んだオープニングアクトとして大阪城ホール、日本武道館2days、香港Asia World Arenaの計4公演を務め、アコギ1本の弾き語りを行う。10月26日にアルバム『I am Johnny』でメジャーデビュー。
2012年5月26日のUstream放送をもってGoose houseを卒業。
2013年4月2日、Goose houseに復帰。
2015年に公開された鉄拳原作の映画『振り子』に郵便配達員役で出演。
2015年12月2日、3年ぶりのソロアルバムとなるミニアルバム『She is』をGoose houseレーベルよりリリース。翌年1～2月、ミニアルバム『She is』をひっさげ、ソロワンマンライブツアーを行う（東京1/30、大阪2/4、仙台2/11）。
2019年2月から3月にかけて、自身最大規模のソロツアー「テイスティングジョニー」を開催。名古屋・京都・仙台・新潟・東京の5ヶ所を巡った。
2020年4月5日（ヨコの日）、平井翔馬と2人組バンド「よこスクロールズ」を結成。

## 人物
趣味は仏像鑑賞。最も好きな仏像は東寺に安置される帝釈天像。
NPB・セントラルリーグ所属の広島東洋カープのファン。

## ディスコグラフィ
※最高位はオリコンウィークリーランキングでの順位。通し番号は、公式サイトの「PROFILE」に準拠。

### アルバム
| #         | タイトル                            | 作詞・作曲                                | 編曲      | 時間  |
| --------- | ----------------------------------- | ----------------------------------------- | --------- | ----- |
| 1.        | 「ハックルベリー・フィン」          | 齊藤ジョニー                              | 高野勲    | 3:57  |
| 2.        | 「Goin' Home」                      | 齊藤ジョニー                              | 高野勲    | 4:10  |
| 3.        | 「アルマジロ」                      | 齊藤ジョニー                              | 高野勲    | 3:13  |
| 4.        | 「Eureka」                          | 齊藤ジョニー                              | 高野勲    | 4:53  |
| 5.        | 「線路際のワイルド」                | 齊藤ジョニー                              | 高野勲    | 3:43  |
| 6.        | 「さらば美しき女よ」                | 齊藤ジョニー                              | 高野勲    | 4:07  |
| 7.        | 「グランファ」                      | 齊藤ジョニー                              | 高野勲    | 4:30  |
| 8.        | 「東京の女の子」                    | 齊藤ジョニー                              | 高野勲    | 4:44  |
| 9.        | 「ラジオスターの悲劇」(bonus track) | Geoffrey Downes Trevor Horn Bruce Woolley |           | 3:36  |
| 合計時間: | 合計時間:                           | 合計時間:                                 | 合計時間: | 36:53 |

| 全編曲: 高野勲。 |                            |                                                                         |       |
| #                | タイトル                   | 作詞・作曲                                                              | 時間  |
| 1.               | 「夏の正体」               | 齊藤ジョニー                                                            | 3:56  |
| 2.               | 「D.P.T.」                 | 齊藤ジョニー                                                            | 3:43  |
| 3.               | 「Happiness」              | 齊藤ジョニー                                                            | 4:34  |
| 4.               | 「お世話になります」       | 齊藤ジョニー                                                            | 3:52  |
| 5.               | 「Helpless」               | 齊藤ジョニー                                                            | 3:43  |
| 6.               | 「ぼくの友だち」           | 齊藤ジョニー                                                            | 4:38  |
| 7.               | 「Family Affair」          | 齊藤ジョニー                                                            | 3:39  |
| 8.               | 「One More Time」          | Thomas Bangalter Guy-Manuel de Homem-Christo Anthony Moore （ 英語版 ） | 4:45  |
| 9.               | 「アカプルコの出来事」     | 齊藤ジョニー                                                            | 4:25  |
| 10.              | 「夏の終わりのラブソング」 | 齊藤ジョニー                                                            | 5:25  |
| 11.              | 「絶品ガール」             | 齊藤ジョニー                                                            | 5:30  |
| 12.              | 「ハーヴェスト」           | 齊藤ジョニー                                                            | 3:38  |
| 合計時間:        | 合計時間:                  | 合計時間:                                                               | 51:48 |

| 全作詞・作曲・編曲: 齊藤ジョニー。 |                        |              |              |      |
| #                                  | タイトル               | 作詞         | 作曲・編曲   | 時間 |
| 1.                                 | 「靴下を買いに」       | 齊藤ジョニー | 齊藤ジョニー | 3:47 |
| 2.                                 | 「君が20歳になったら」 | 齊藤ジョニー | 齊藤ジョニー | 5:23 |
| 3.                                 | 「月に吠える」         | 齊藤ジョニー | 齊藤ジョニー | 4:05 |
| 4.                                 | 「Music,Wind & Fire」  | 齊藤ジョニー | 齊藤ジョニー | 4:57 |
| 5.                                 | 「ごめんねの独り言」   | 齊藤ジョニー | 齊藤ジョニー | 3:53 |
| 合計時間:                          | 合計時間:              | 22:05        |              |      |

### 配信限定シングル
| 発売日       | タイトル          |
| ------------ | ----------------- |
| 2012年7月4日 | Happiness         |
| 2023年8月5日 | Behind The Scenes |

### その他の作品
- ナオエの空に（2010年1月）

| #  | タイトル                     | 作詞 | 作曲・編曲 |
| -- | ---------------------------- | ---- | ---------- |
| 1. | 「空中ブランコ」             |      |            |
| 2. | 「ハイウェイ賛歌」           |      |            |
| 3. | 「さよならは風景-band ver-」 |      |            |
| 4. | 「ナオエの空に」             |      |            |

### 収録作品
| 発売日       | タイトル                             | 収録曲             |
| ------------ | ------------------------------------ | ------------------ |
| 2016年7月6日 | 恋愛小説と、通過列車と、1gのため息。 | 「放課後ヒロイン」 |

### 提供作品
※特記を除き、出典は公式サイトの「PROFILE」。
| アーティスト | 担当                             | タイトル                          | 初出                                          |
| ------------ | -------------------------------- | --------------------------------- | --------------------------------------------- |
| Goose house  | 編曲                             | 「オトノナルホウヘ→」             | 『Goose house Phrase #08 オトノナルホウヘ→』  |
| Goose house  | 作曲（一部）、編曲               | 「光るなら」                      | 『Goose house Phrase #09 光るなら』           |
| Goose house  | 作詞、編曲                       | 「笑顔の花」                      | 『Goose house Phrase #16 笑顔の花』           |
| 竹渕慶       | 作詞・共作曲（作曲は竹渕と共作） | 『Happy Song feat. 齊藤ジョニー』 | 配信シングル『Happy Song feat. 齊藤ジョニー』 |

### 参加作品
※特記を除き、出典は公式サイトの「PROFILE」。
| アーティスト | タイトル                          | 初出                                             | 担当               |
| ------------ | --------------------------------- | ------------------------------------------------ | ------------------ |
| 片平里菜     | 「Come Back Home」                | 『夏の夜』                                       | ギター、マンドリン |
| 湯川トーベン | 「ぼくのまち」                    | 『おはよう今日一日君は何しているの』             | バンジョー         |
| 藤田恵美     | 「ねぇ…あんた」                   | 『盛り場 海峡』                                  | バンジョー         |
| 子供ばんど   | 「違う今日を生きよう」            | 『ロックにはまだやれることがあるんじゃないのか』 | バンジョー         |
| 森山直太朗   | 「すぐそこにNEW DAYS」            | 『素晴らしい世界』                               | マンドリン、ギター |
| 関取花       | 「恋の穴」                        | 『恋の穴』                                       | ギター、コーラス   |
| 日食なつこ   | 「HIKKOSHI」                      | 『アンチ・フリーズ』                             | マンドリンほか     |
| 竹渕慶       | 「Happy Song feat. 齊藤ジョニー」 | 『Happy Song feat. 齊藤ジョニー』                | ボーカル、ギター   |

## 出演
Goose houseとしてのものは「Goose house」のページを参照。

### 映画
- 振り子（2015年）- 郵便配達員 役